# ترکیه در المپیک تابستانی ۲۰۱۶

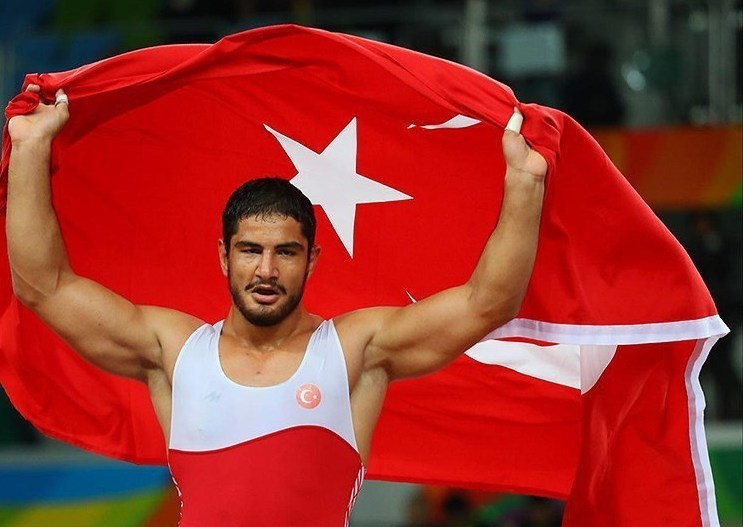
طاها آکگول کشتی گیر ترکیه ای در المپیک تابستانی ۲۰۱۶

ترکیه از ۵ تا ۲۱ اوت ۲۰۱۶ در بازی‌های المپیک تابستانی ۲۰۱۶ در ریو دو ژانیرو در برزیل به رقابت پرداختند. اگر چه آن‌ها اولین حضور رسمی خود را در سال ۱۹۰۰ بازیهای المپیک تابستانی در پاریس تجربه کردند.
ترکیه برای اولین بار در سال ۱۹۰۸ شرکت کرد. ترکیه به پیروی از آمریکا بازی‌های المپیک تابستانی ۱۹۸۰ مسکو را تحریم کرده‌است.